# Стоянка (дорожное движение)
Стоянка — длительная остановка транспортного средства.
Для стоянки применяется правая полоса и обочина дороги, а также специально отведённые для этого места: стоянки и гаражи.

## В ПДД России
Стоянка — преднамеренное прекращение движения транспортного средства на время более 5 минут по причинам, не связанным с посадкой-высадкой пассажиров, загрузкой-разгрузкой транспортного средства.
От стоянки следует отличать:
- Остановку (до 5 минут, либо связанное с посадкой-высадкой, погрузкой-выгрузкой). Другими словами, стоянкой не считаются такие ситуации:
  - Грузовик разгружается целый час.
  - Водитель отошёл в ближайший киоск, остановив двигатель.
- Вынужденную остановку (непреднамеренное прекращение движения, связанное с непредвиденными обстоятельствами: неисправность, препятствия, состояние водителя, пассажира или груза, в том числе из-за затора (пробки)).

Стоянка запрещается:
- в местах, где запрещена остановка:
  - на трамвайных путях и рядом с ними;
  - на узких (менее 3 полос в одном направлении) мостах;
  - в туннелях, в плохо просматриваемых местах;
  - около перекрёстков и остановок маршрутных транспортных средств;
- в местах, отмеченных специальным знаком;
- вне населенных пунктов на проезжих частях дорог, обозначенных знаком «Главная дорога»;
- ближе 50 м от железнодорожных переездов.